# Вестник опытной физики и элементарной математики
«Вестник опытной физики и элементарной математики»  (В.О.Ф.Э.М.) — один из первых в России научно-популярных физико-математических журналов.  Являлся продолжением «Журнала элементарной математики» издаваемого Василием Петровичем Ермаковым с 1884 по 1886 год.

## История
Выпускался с 1886 по 1917 год.
Всего вышло 674 выпуска,  24 раза в год отдельными выпусками в 24 или 32 страницы каждый.
До 1891 года издавался в Киеве, после издание перенесено в Одессу в связи с переездом туда главного редактора Шпачинского.
Журнал возглавляли
- Эразм Корнелиевич Шпачинский (1886—1898),
- Владимир Акимович Циммерман (1898—1904),
- Вениамин Федорович Каган (1902—1917).

Шпачинский совмещал работу редактора и издателя, после него издателем был В. А. Гернет.
В журнале печатались 
Бахметьев,
Ермаков, 
Ефремов,
Киселёв, 
Косоногов,
Ромер и другие.
Появлялись переводы 
Больцмана,
Бореля,
Дедекинда, 
Клейна,
Кюри,
Майкельсона, 
Пуанкаре и других.